# Павлов Сергій Володимирович
Павлов Сергій Володимирович (нар.16 травня 1964, Вінниця) — український науковець, доктор технічних наук (2008), професор (2010), проректор з наукової роботи ВНТУ (2010-2021), академік Міжнародної Академії наук прикладної радіоелектроніки, Відмінник освіти України (2018).

## Життєпис
Сергій Володимирович Павлов народився 16 травня 1964 року в місті Вінниця у сім'ї службовців. У 1981 році закінчив Вінницьку середню школу № 22. Одразу після закінчення школи вступив до Вінницького політехнічного інституту (ВПІ). В 1986 році отримав диплом ВПІ за спеціальністю «Електронні обчислювальні машини».

## Професійна діяльність
1986 — закінчив Вінницький політехнічний інститут (ВПІ) зі спеціальності «Електронні обчислювальні машини»
1988 — працював стажером-дослідником, молодшим науковим співробітником, старшим науковим співробітником в СКТБ «Квантрон» Вінницького державного технічного університету (ВДТУ)
1995 — захистив кандидатську дисертацію на тему «Дослідження методів і розробка універсальних інформаційно-вимірювальних систем з оптичним перетворенням біомедичної інформації»
1996 — заступник декана факультету магістерської підготовки
1998 — доцент кафедри лазерної та оптоелектронної техніки ВДТУ
1999 — присвоєно вчене звання доцента
1999—2001 — стипендіат Кабінету Міністрів України для молодих вчених
2002 — заступник директора Інституту міжнародних зв'язків
2008 — завідувач кафедри загальної фізики та фотоніки Вінницького національного технічного університету (ВНТУ)
2008 — присуджено науковий ступінь доктора технічних наук зі спеціальності "Біологічні та медичні прилади і системи" 
2010-2021 — проректор з наукової роботи ВНТУ
2021— професор кафедри біомедичної інженерії та оптико-електронних систем ВНТУ.

## Наукові ступені та вчені звання
1995  — кандидат технічних наук
1999  — присвоєно вчене звання доцента
2008  — доктор технічних наук
2010  — отримав вчене звання професора

## Нагороди та почесні звання
2006 — Почесна грамота Вінницької обласної державної адміністрації за багаторічну сумлінну працю, особистий внесок у розвиток національної освіти, плідну наукову діяльність
2006 — абсолютна бронзова медаль Всесвітньої олімпіади винахідників «Genius-2000»
2006 — золота медаль Міжнародного фестивалю інновацій, знань та винаходів «Tesla fest» за оптоелектронну діагностичну систему
2006 — пам'ятна медаль Українського оптичного товариства та Оптичного товариства ім. Д. С. Рождєствєнского
2009 — Почесна грамота Вінницької обласної державної адміністрації за багаторічну сумлінну працю, вагомий внесок у розвиток національної освіти, підготовку висококваліфікованих спеціалістів, високий професіоналізм
2009 — Диплом XXX міжнародної науково-практичної конференції «Застосування лазерів у медицині та біології»
2010 — Грамота Академії педагогічних наук України за суттєвий розвиток педагогіки вищої школи, підготовку висококваліфікованих інженерно-технічних кадрів
2011 — Почесний диплом Міністерства освіти та науки, молоді та спорту України, Національної академії педагогічних наук України за плідну науково-педагогічну діяльність по удосконаленню змісту навчально-виховного процесу
2011 — Почесна грамота Вінницької обласної державної адміністрації за сумлінну, творчу працю, досягнуті успіхи у навчанні і вихованні підростаючого покоління
2011 — Грамота Міністерства освіти та науки, молоді та спорту України науковому керівнику переможців Всеукраїнського конкурсу студентських наукових робіт з природничих, технічних та гуманітарних наук 2010/2011 н. р. з напрямку «Інформатика, обчислювальна техніка та автоматизація»
2011 — Золота медаль Міжнародного салону винаходів та нових технологій «Новое время» за розробку «Волоконно-оптичний пристрій для дослідження периферійного кровообігу»
2012 — Грамота Академії педагогічних наук України за суттєвий розвиток педагогіки вищої школи, підготовку висококваліфікованих інженерно-технічних кадрів
2013 — Почесна грамота Вінницької обласної державної адміністрації за багаторічну сумлінну працю, особистий внесок у розвиток національної освіти, плідну наукову діяльність
2013 — Золота медаль Міжнародного салону винаходів та нових технологій «Новое время» [Архівовано 21 жовтня 2019 у Wayback Machine.] за розробку «Двотактний симетричний підсилювач струму»
2013 — Почесний диплом Міністерства освіти та науки України, Національної академії педагогічних наук України за розробку і презентацію інноваційних освітніх проектів
2015 — Грамота Президії Національної академії наук за наукову роботу «Оптоелектронні методи перетворення біомедичної інформації»
2015 — Подяка Міністерства освіти та науки України за розвиток освіти та підготовку кадрів
2017 — Почесна грамота Міністерства освіти та науки України за багаторічну сумлінну працю, вагомий особистий внесок у підготовку висококваліфікованих спеціалістів та науково-педагогічну діяльність
2018 — нагороджений нагрудним знаком МОН України «Відмінник освіти України»
2020 — нагороджений Почесною грамотою Верховної Ради України «За особливі заслуги перед Українським народом»
2021 — присвоєно почесне звання Honorowego Profesora Politechniki Lubelskiej
2022 — нагороджений нагрудним знаком МОН України «За наукові та освітні досягнення»
2024 — Грамота від департаменту гуманітарної політики Вінницької обласної військової адміністрації.

## Наукова, педагогічна та навчально-методична робота
Науковий напрям — біомедичні інформаційні оптико-електронні та лазерні технології для діагностування та фізіотерапевтичного впливу.
Займається питаннями удосконалення теорії розповсюдження оптичного випромінювання в біологічних об'єктах, зокрема, на основі застосування оптико-електронних систем, а також створення інтелектуальних біомедичних оптико-електронних око-процесорних систем діагностики та уніфікованих методик достовірного визначення основних гемодинамічних показників серцево-судинної системи із всебічним врахуванням ефектів розсіяння.
Результатом наукової та педагогічної діяльності проф. Павлова С. В. є більш ніж 500 публікацій, серед них: 18 монографій, 18 навчальних посібників, 160 патентів України, понад 140 статей у фахових виданнях, у тому числі 34 статті у виданнях, які входять до наукометричної бази Scopus (індекс Гірша у Scopus — 10, Web of Science — 5).
Підготував 13 кандидатів технічних наук. Є консультантом 3 докторських дисертацій, а також головним редактором Міжнародного науково-технічних журналу «Оптико-електронні інформаційно-енергетичні технології» та членом редколегії Міжнародних науково-технічних журналів «Інформаційні технології та комп'ютерна інженерія», «Фотобіологія та фотомедицина».
Член Президії ради проректорів ЗВО та академічних закладів Міністерства освіти і науки України (2010-2021), Голова спеціалізованої Вченої ради К. 05.052.06

### Монографії
1. Фотоплетизмографічні технології контролю серцево-судинної системи [Архівовано 17 травня 2018 у Wayback Machine.]: монографія / С. В. Павлов, В. П. Кожем'яко, В. Г. Петрук, П. Ф. Колісник. — Вінниця: УНІВЕРСУМ-Вінниця, 2007. — 254 с.
2. Оптико-електронні методи і засоби для обробки та аналізу біомедичних зображень: монографія / В. П. Кожем'яко, С. В. Павлов, К. І. Станчук. — Вінниця: УНІВЕРСУМ-Вінниця, 2006. — 203 с.
3. Фізичні основи біомедичної оптики [Архівовано 17 травня 2018 у Wayback Machine.] / С. В. Павлов, В. П. Кожем'яко, П. Ф. Колісник, Т. І. Козловська, В. П. Думенко. — Вінниця: ВНТУ, 2010. — 155 с.
4. Оптико-електронні засоби діагностування периферичного кровообігу з підвищеною достовірністю / С. В. Павлов, Т. І. Козловська, В. Б. Василенко. — Вінниця: ВНТУ, 2014. — 140 с.
5. Оптико-електронні засоби діагностування периферичного кровообігу з підвищеною достовірністю / Павлов С. В., Козловська Т. І., Василенко В. Б. — Вінниця: ВНТУ, 2014. — 140 с.

### Основні навчальні посібники
1. Конструювання оптоелектронних приладів та систем : навчальний посібник / С. В. Павлов, В. П. Кожем'яко, В. І. Роптанов. — Вінниця : ВДТУ, 1998. — 127 с.
2. Оптоелектронні комп'ютери: лабораторний практикум : навчальний посібник / МОН України ; уклад. : Т. Б. Мартинюк, В. П. Кожем'яко, С. В. Павлов, Н. І. Заболотна. — Вінниця : ВДТУ, 1998. — 71 с.
3. Біомедичні оптикоелектронні інформаційні системи і апарати : навчальний посібник. Ч. 3 : Лазерні біомедичні системи / В. П. Кожем'яко, З. Ю. Готра, З. М. Микитюк, С. В. Павлов [та ін.]. — Вінниця : ВДТУ, 2000. — 143 с.
4. Біомедичні оптико-електронні інформаційні системи і апарати : навчальний посібник. Ч. 2 : Офтальмогічна оптика / В. П. Кожем'яко, Й. Р. Салдан, С. В. Павлов [та ін.]. — Вінниця : ВДТУ, 2001. — 162 с.
5. Адаптивна оптика : навчальний посібник / А. С. Васюра, С. В. Павлов, М. В. Матохнюк, В. А. Суприган. — Вінниця : ВДТУ, 2001. — 145 с.
6. Схемотехніка сучасного приладобудування: навчальний посібник. Ч. 3 : Оптичні сенсори / В. П. Кожем'яко, З. Ю. Готра, С. В. Павлов [та ін.]. — Вінниця : ВДТУ, 2002. — 164 с.
7. Волоконно-оптичні структури комутації та передачі інформації : навчальний посібник / В. П. Кожем'яко, С. В. Павлов, Т. Б. Мартинюк, Г. Л. Лисенко. — Вінниця : ВДТУ, 2002. — 106 с.
8. Збірник вправ і текстів англійською мовою з лазерної та оптоелектронної техніки : навчальний посібник / Г. М. Багнюк, С. В. Павлов, В. О. Плиненко. — Вінниця : ВДТУ, 2002. — 179 с.
9. Комп'ютерне моделювання задач лазерної та оптоелектронної техніки : навчальний посібник / Н. І. Заболотна, С. В. Павлов, В. В. Шолота. — Вінниця : ВНТУ, 2003. — 149 с.
10. Біомедичні оптико-електронні системи і апарати : навчальний посібник. Ч. 1 : Неінвазивні методи діагностики серцево-судинної системи / С. В. Павлов, В. П. Кожем'яко, В. Г. Петрук [та ін.]. — Вінниця : ВДТУ, 2003. — 115 с.
11. Оптоелектронна схемотехніка : навчальний посібник / МОН України ; В. П. Кожем'яко, С. В. Павлов, М. Г. Тарновський. — Вінниця : ВНТУ, 2008. – 164 с.

## Захоплення
Спорт, література, поезія